# Konstantin Dumba

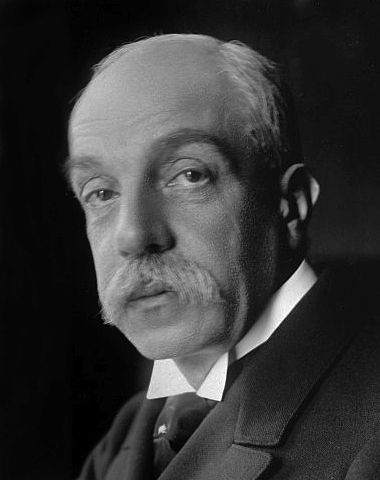
Konstantin Dumba

Konstantin Theodor Dumba (* 17. Juni 1856 in Wien, Kaisertum Österreich; † 6. Januar 1947 Bodensdorf, Gemeinde Steindorf am Ossiacher See, Kärnten) war ein österreichisch-griechischer Diplomat und Pazifist.

## Leben
Konstantin Dumba wurde 1856 als Sohn des griechisch-österreichischen Unternehmers Theodor Dumba geboren. Er war ein Neffe von Nikolaus Dumba. Nach dem Studium und der Promotion an der Universität Wien trat er 1879 in den österreichischen diplomatischen Dienst ein.
Unmittelbar nach seiner Beförderung zum Legationsrat I. Kategorie am 4. Dezember 1895 wurde Dumba am 10. Dezember 1895 an die österreichisch-ungarische Botschaft in Paris versetzt, wo er den Botschafter Lützow ersetzte. Von 1903 bis 1905 amtierte Dumba als k.-und-k. Gesandter in Belgrad. Es folgten eine vierjährige Verwendung im Ministerium des Äußeren in Wien bis 1909 und eine längere Mission in Schweden, die bis 1912 dauerte.
Vom 4. März 1913 bis 4. November 1915 amtierte Dumba als Nachfolger Ladislaus Hengelmüller von Hengervárs als letzter Botschafter Österreich-Ungarns in den Vereinigten Staaten von Amerika. Zum Jahresende 1915, knapp ein Jahr nach dem Ausbruch des Ersten Weltkrieges, wurde Dumba zusammen mit den deutschen Diplomaten Franz von Papen und Karl Boy-Ed von der amerikanischen Regierung unter dem Verdacht der Spionage und der Sabotage zur Persona non grata erklärt und des Landes verwiesen („Dumba-Affäre“). Dumba hatte in Wien um Geld ersucht, um Streiks in US-Munitionsfabriken zu finanzieren. Aufgrund einer Vereinbarung der amerikanischen Regierung mit den Briten durfte Dumba die britische Seeblockade des europäischen Kontinentes ungehindert passieren und in seine Heimat zurückkehren.
Nach seiner Pensionierung wurde Dumba 1917 Präsident der Österreichischen Völkerbundliga.

## Werke
- Zehn Jahre Völkerbund, 1930.
- Dreibund- und Entente-Politik in der Alten und Neuen Welt, 1931.
- Austria-Hungary and the War, New York 1915. (zusammen mit Albert Apponyi, Ladislaus Hengelmüller von Hengervár und Alexander Nuber)
- Memoirs of a Diplomat, 1932.